# Полищук, Олег Леонидович
Оле́г Леони́дович Полищу́к (укр. Олег Леонідович Поліщук; 17 апреля 1991, Игарка, Красноярский край, СССР) — украинский футболист, полузащитник.

## Клубная карьера
Начал заниматься футболом в России. После одного из турниров получил приглашение в юношескую команду киевского «Динамо». Также Полищука приглашал и донецкий «Шахтёр». В ДЮФЛ Олег Полищук выступал за киевские РВУФК и «Динамо». 10 мая 2008 года дебютировал за «Динамо-3» во Второй лиге в выездном матче против тернопольской «Нивы» (2:2), Полищук отыграл весь матч. Всего в сезоне 2007/08 во Второй лиге он сыграл 8 матчей. В сезоне 2008/09 провёл 12 матчей в молодёжном первенстве Украины за дубль «Динамо».
Позже Полищук выступал в чемпионате Крыма за «Севастополь-2». В конце октября 2009 года был заявлен за основу «Севастополя». В команде дебютировал 8 апреля 2010 года в домашнем матче против «Арсенала» из Белой Церкви (2:0), Полищук вышел на 74 минуте вместо Сергея Ференчака. «Севастополь» по итогам сезона смог стать победителем Первой лиги и выйти в Премьер-лигу. В Премьер-лиге дебютировал 17 июля 2010 года в домашнем матче против харьковского «Металлиста» (0:0), Полищук начал матч в основе, но на 56 минуте был заменён на Таофика Салхи.

## Карьера в сборной
С 2006 года по 2008 год выступал за юношескую сборную Украины до 17 лет, сыграл 20 матчей. 30 сентября 2008 года дебютировал в составе юношеской сборной Украины до 19 лет, в выездном матче против Франции (1:3), Полищук отыграл весь матч.

## Достижения
- Победитель Первой лиги Украины (1): 2009/10
- Чемпион Второй лиги Украины (1): 2012/13